# سارة كينت
سارة كينت (بالإنجليزية: Sarah Kent)‏ هي دراجة أسترالية، ولدت في 10 فبراير 1990 في كالغورلي في أستراليا.

## وصلات خارجية
- سارة كينت على موقع الاتحاد الدولي للدراجات (الإنجليزية)
- سارة كينت على موقع أرشيف الدراجات (الإنجليزية)
- سارة كينت على موقع إحصائيات الدراجات الإحترافية (الإنجليزية)
- سارة كينت على موقع CycleBase (الإنجليزية)